# كرينيا (جنس)
الكرينيا (الاسم العلمي: Crinia) جنس من الضفادع متوطن في أستراليا، وهو جزء من فصيلة الضفادع الأرضية الأسترالية، يضم 17 نوعا.